# الغواصة الألمانية الفئة التاسعة إيه
الغواصة الألمانية الفئة التاسعة إيه فئة فرعية للفئة التاسعة بنيت لبحرية ألمانيا النازية كريغسمرينه بين 1937 و1938. تم تصميم غواصات هذه الفئة بين عامي 1935 و1936 وكانت تهدف إلى أن تكون غواصات محيط كبيرة. جاء الإلهام لغواصة نمن هذه الفئة من الفئة الأولى، والتي كان لها عمق غوص مماثل.
ستصبح اثنتان من الغواصات الثمانية من الفئة التاسعة إيه ( يو-37 و يو-38 ) كانتا سادس وعاشر أنجح غواصات يو على التوالي حيث شهدت الخدمة في الحرب العالمية الثانية، حيث أغرقتا 53 و35 سفينة على التوالي. غرقت جميع الغواصات من الفئة التاسة إيه في وقت مبكر إلى حد ما من الحرب باستثناء يو-37 ويو-38، التي تم إغراقها في مايو 1945 لمنعها من الوقوع في أيدي الحلفاء.

### U-37

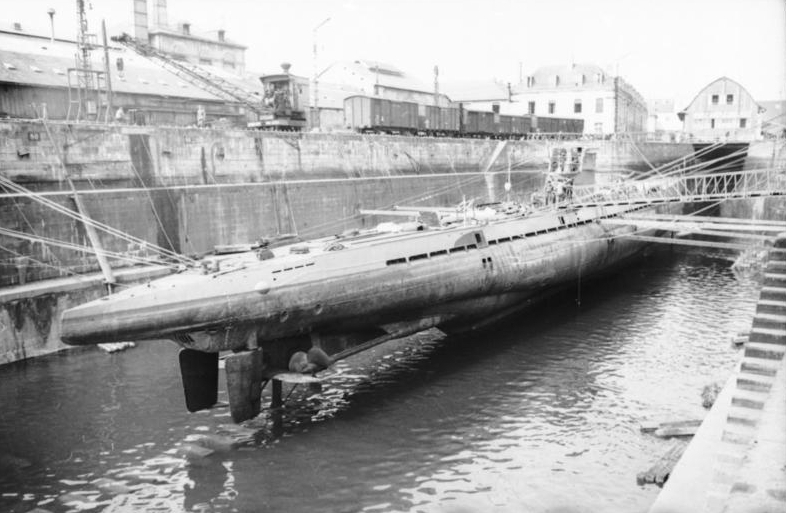
U-37 في لوريان في عام 1940.

## قائمة المراجع
- Bishop، Chris (2002). The Encyclopedia of Weapons of WWII: The Comprehensive Guide to Over 1,500 Weapons Systems, Including Tanks, Small Arms, Warplanes, Artillery, Ships, and Submarines. Sterling Publishing Company. ISBN:978-1-58663-762-0.
- Busch, Rainer; Röll, Hans-Joachim (1997). Der U-Bootbau auf deutschen Werften (بالألمانية). Hamburg; Berlin; Bonn: Mittler. Vol. II. ISBN:3-8132-0512-6. {{استشهاد بكتاب}}: |عمل= تُجوهل (help) and الوسيط غير المعروف |last-author-amp= تم تجاهله يقترح استخدام |name-list-style= (help)
- Gröner، Erich؛ Jung، Dieter؛ Maass، Martin (1991). U-boats and mine warfare vessels. London: Conway Maritime Press. ج. 2. ISBN:0-85177-593-4. {{استشهاد بكتاب}}: |عمل= تُجوهل (مساعدة) والوسيط غير المعروف |last-author-amp= تم تجاهله يقترح استخدام |name-list-style= (مساعدة)